# Tuttosport
Tuttosport este un cotidian de sport din Italia.
Renato Casalbore (care a murit în 1949 în Tragedia aeriană de la Superga împreună cu faimoasa echipă Il grande Torino) a fondat ziarul ca bisăptămânal. În 1946 a început să fie publicat de trei ori pe săptămână, iar din 12 martie 1951 este publicat zilnic. De obicei ziarul are 28-32 de pagini și este produs în patru ediții orientate spre: Torino, Roma, Milano și Genova.